# Hexamílion

Posició geogràfica de l'Hexamílion

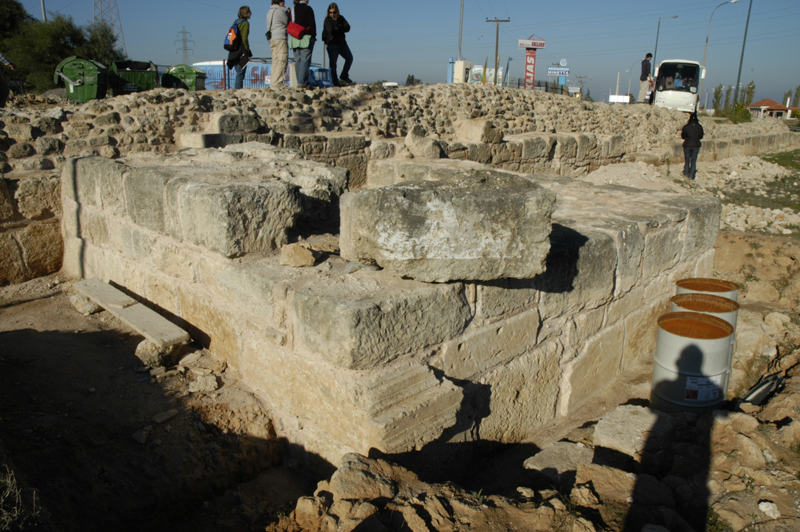

L'Hexamílion (en grec antic: Εξαμίλιον τείχος 'muralla de sis milles') és una muralla situada en l'istme de Corint (Grècia) i va ser construïda per l'emperador romà d'Orient Teodosi II per poder fer front a les invasions bàrbares dels segles v i vi, encara que ja hi havia hagut intents per construir-la des de l'època micènica.

## Història

### Primeres fortificacions
L'Hexamilion és l'últim d'una llarga sèrie d'intents de fortificació de l'istme, que es remunten potser fins al període micènic. Moltes ciutats del Peloponès volien retrocedir i fortificar l'istme en comptes de resistir a les Termòpiles quan Xerxes va envair-lo l'any 480 aC (Heròdot:Històries, 7.206). Es va tornar a discutir abans de la batalla de Salamina (Heròdot, 8.40, 49, 56). Encara que el concepte d'una "fortalesa del Peloponès" era sempre atractiu, fortificar l'istme no tenia gens d'utilitat si no es controlava l'oceà, com observa Heròdot (7.138).

### L'Hexamilion i la seva història
El mur es va construir en el període entre els anys 408 i 450, durant el regnat de Teodosi II en l'època de les grans invasions bàrbares a l'Imperi Romà. L'atac d'Alaric sobre Grècia el 396 o el saqueig de Roma de 410 pels visigots poden haver-ne motivat la construcció, que incloïa torres, bastions marítims, i com a mínim una fortalesa. La fortalesa que es coneix contenia dues portes (nord i sud), de les quals la del nord funcionava com a entrada formal al Peloponès. El mur es va construir amb un nucli de reble cobert amb pedres escairades. No se sap del cert quant de temps es va trigar a completar-la, però la importància que es va donar a la tasca és aparent per l'escala de la construcció; l'Hexamilion és l'estructura arqueològica més gran de Grècia. Totes les estructures de la regió es van desmuntar per aconseguir pedres, que s'incorporaven directament al mur (com el temple de Posidó a Ístmia, o bé es cremaven per aconseguir calç, com el santuari d'Hera a Peracora, així com moltes de les antigues estàtues de Corint.
Durant el regnat de Justinià, el mur es va fortificar amb més torres: n'arribà a tenir un total de 153. L'ús militar sembla que es va anar abandonant després del segle vii, i cap al segle xi ja es construïen estructures domèstiques aprofitant el mur. El 1415, sota el dèspota Teodor II Paleòleg, fill de l'emperador Manuel II, la muralla va ser restaurada. L'emperador en persona va supervisar-ne les reparacions al llarg d'un període de quaranta dies. L'alt cost de l'obra va provocar inquietud entre l'elit local. El mur es va sobrepassar el 1423 i un altre cop el 1431 pels otomans sota el comandament de Turakhan Beg.
El dèspota Constantí Paleòleg (futur Constantí XI, últim emperador de Constantinoble) va reconstruir el mur l'any 1444, però el 10 de desembre de 1446 i l'octubre de 1452, la muralla d'Hexamílion va ser conquerida i destruïda una última vegada pels potents canons turcs que més tard enderrocarien els murs de Constantinoble. La conquesta definitiva del Peloponès, o Morea, va ser completada 14 anys després de la caiguda d'aquesta última obra defensiva.
Després de la conquesta otomana del Peloponès, la muralla es va abandonar. Al llarg de la seva història, no va poder mai complir la funció per a la qual s'havia construït, si no fos com a element dissuasiu. Es conserven parts de la muralla al sud del canal de Corint i al santuari de Posidó a Ístmia.